# Museo Nacional de Finlandia

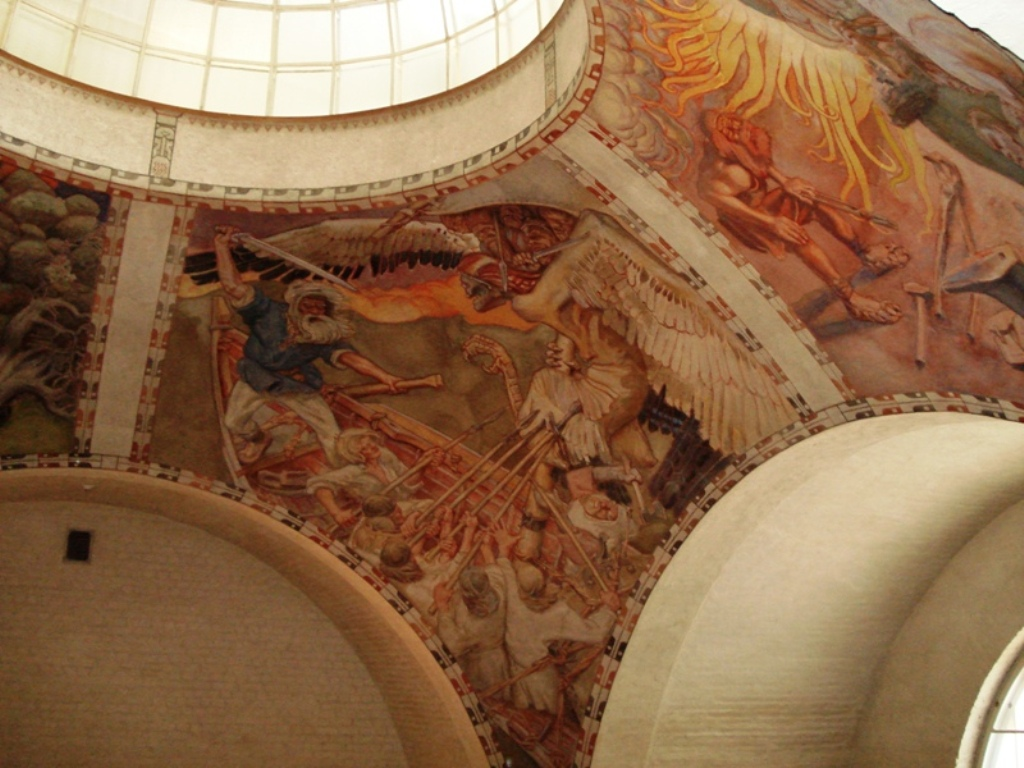
Kalevala, en el salón de entrada del museo

El Museo Nacional de Finlandia (en finés: Kansallismuseo, en sueco: Nationalmuseum) expone la historia de Finlandia desde la Edad de Piedra hasta la actualidad, mediante objetos e historia cultural. El edificio que alberga el museo, de estilo romántico nacionalista finlandés, se sitúa en el centro de Helsinki y funciona en colaboración con la Junta Nacional de Antigüedades (en finés: Museovirasto, en sueco: Museiverket), una asociación relacionada con el Ministerio de Cultura y Educación.

## Exposiciones
Las exposiciones permanentes del Museo Nacional se dividen en seis partes. "Los Cofres del Tesoro" expone las colecciones de monedas, medallas, órdenes y decoraciones, plata, joyería y armas. "Prehistoria de Finlandia" es la exposición permanente de arqueología más grande de Finlandia. "El Reino" expone el desarrollo de la sociedad y cultura de Finlandia desde el siglo XII hasta comienzos del siglo XX, desde la época del Reino Sueco hasta la época del Imperio Ruso. "La Tierra y Su Gente" expone la cultura popular finlandesa de los siglos XVIII y XIX, la vida en el campo antes de la industrialización. Una nueva exposición permanente sobre el siglo XX en Finlandia llamada "Suomi Finland 1900" fue inaugurada el 26 de abril de 2012.
"VINTTI Workshop - Easy History", es una exposición interactiva donde los visitantes pueden estudiar la historia y cultura de Finlandia usando sus manos y cerebros. Se basa en la experimentación y experiencia personal, y e indican el camino para explorar las exposiciones permanentes del museo.
Las colecciones del museo también contienen objetos de Mesa Verde, de las viviendas de los acantilados de Colorado. Fueron donadas al museo por el explorador finlandés suecoparlante Gustaf Nordenskiöld. Son la colección más extensa de objetos de Mesa Verde fuera de Estados Unidos, y una de las colecciones más grandes de objetos indígenas americanoss fuera del continente americano.
El techo de la sala de entrada del museo tiene frescos sobre el Kalevala, pintados por Akseli Gallén-Kallela, que pueden verse gratuitamente. Los frescos, pintados en 1928, se basan en los frescos pintados por Gallén-Kallela en el Pabellón Finlandés de la Exposición Universal de París de 1900.
El edificio del Museo Nacional fue diseñado por los arquitectos Herman Gesellius, Armas Lindgren, y Eliel Saarinen. La apariencia del edificio se inspira en los castillos e iglesias medievales. La arquitectura pertenece al romanticismo nacionalista y el interior principalmente al art nouveau. El museo fue construido entre 1905 y 1910 y abrió al público en 1916. Se denominó Museo Nacional de Finlandia tras la independencia de Finlandia en 1917. Tras la última renovación completa, el museo reabrió en 2000.

## Explosión de gas en la Sala de la Plata en 2006
El lunes 23 de enero de 2006 se produjo una explosión en la Sala de la Plata del Museo Nacional, causada por una fuga de metano en un armario de escobas encendida por una chispa de la red eléctrica del armario. Había dos posibles orígenes del metano: una fuga de una tubería de gas bajo la cercana calle Museokatu, o gas generado en el alcantarillado. 
Posteriormente, las investigaciones de la policía descubrieron que la causa fue una fuga de gas de una tubería . La mayoría de las vitrinas y algunos objetos de plata de la sala resultaron dañados en la explosión, aunque la mayoría de ellos solo levemente. Todos los objetos fueron reparados en 2006. La Sala de la Plata reabrió al público a comienzos de 2007.